# غل أهك (مهر أباد)
غل أهك (بالفارسية: گل آهک) هي قرية تقع في إيران في Mehrabad Rural District. يقدر عدد سكانها بـ 450 نسمة بحسب إحصاء 2016.